# Alucita hexadactyla
Alucita hexadactyla (Linnaeus, 1758), nota anche come farfalla piuma delle lonicere, è un lepidottero appartenente alla famiglia Alucitidae, diffuso in Europa.

## Etimologia
L'epiteto specifico deriva dai termini greci ἕξ (hex=sei) e δάκτυλος (daktylos=dito), con riferimento ai sei lobi ciliati in cui si suddivide ogni ala dell'individuo adulto.

## Descrizione
La caratteristica più evidente di queste piccole falene è la peculiare struttura delle ali, che si presentano suddivise in sei lobi ciliati, tanto da assumere la forma di singolari "piume".

### Adulto

#### Capo
Il capo presenta lunghe scaglie piliformi marroncine nella parte anteriore; non sono presenti chaetosemata; gli occhi sono marrone scuro, abbastanza grandi e sporgenti, mentre gli ocelli sono due, ben distinti; nell'apparato boccale, i palpi labiali appaiono lunghi e ricurvi verso l'alto, col secondo articolo munito di setole sensoriali; la spirotromba è totalmente priva di scaglie anche nella parte basale.
Le antenne, sono filiformi in entrambi i sessi, con una lunghezza pari a poco più della metà dell'ala anteriore; lo scapo è privo di pecten.

#### Torace
Il torace è breve e arrotondato, di colore grigio-marroncino.
Le zampe sono sottili ed allungate, soprattutto le posteriori; l'epifisi è presente, mentre la formula degli speroni tibiali è 0-2-4.
Le ali sono suddivise in sei lobi ciliati, che nel complesso danno l'impressione di una sorta di "piuma"; in particolare, le divisioni sono situate tra Rs ed M, tra i rami di M (solo due nell'ala posteriore), tra M3 e CuA, tra i rami di CuA e, solo nell'ala posteriore, dopo CuA. Nell'ala posteriore, Sc+R confluisce su Rs. Il colore di fondo delle ali, nella pagina superiore, varia dal giallo ocra al marroncino-grigiastro, con una serie di cinque bande scure, contornate di chiaro, posizionate in modo peculiare sul primo "lobo" dell'ala anteriore; nei "lobi" dal secondo al quinto, sono presenti solo due macchie più scure, mentre una sola macchia scura è presente a metà dell'ultimo "lobo" dell'ala anteriore; l'impressione complessiva è quella di due bande scure trasversali, più o meno omogenee, che corrono lungo l'insieme dell'ala anteriore. Pterostigma e CuP sono assenti, come pure la spinarea.
L'apertura alare è di 14–16 mm.

#### Addome
Il II sternite addominale appare completamente rivestito di scaglie, e presenta un sistema di venature convergenti "a V", in direzione caudale.
Sui tergiti III-VI, si osservano strette bande anteriori costituite da minute spinule.
Nell'apparato genitale maschile, l'uncus è affusolato e bifido; i socii sono assenti; i bracci laterali dello gnathos si uniscono a formare un lungo processo mediano; le gonapofisi sono ridotte, larghe alla base e più strette all'apice; il vinculum risulta ben sclerificato ma privo di sacculus; pure la juxta appare ben sclerificata, con due processi laterali; l'edeago è tozzo, con un solo cornutus.
Nel genitale femminile, le papille anali sono sottili e le apofisi alquanto corte (risulta solo un po' più lunga quella posteriore); il ductus bursae è corto, ampio e membranoso; il corpus bursae si mostra arrotondato; l'ovopositore è di lunghezza modesta.

### Uovo
L'uovo è alquanto appiattito e pseudocilindrico; il corion mostra esternamente un reticolo di piccoli rilievi.

### Larva
Il bruco appare alquanto tozzo, con capo semiprognato di colore marroncino e sei stemmata per lato; è contraddistinto dalla presenza di un processo retto dal submentum.
Le pseudozampe appaiono corte e robuste,; munite di un singolo ordine di uncini, disposti a formare un cerchio più o meno completo; gli stigmi sono piccoli e tondeggianti.
Le setole laterali L1 ed L2 si trovano su un singolo pinaculum nei segmenti addominali I-VIII, mentre L3 si trova in posizione più caudale.
Sul protorace si osservano due setole L rette da un pinaculum e altre due setole subventrali (SV) su un altro pinaculum; sul meso- e metatorace, sono presenti ancora due setole L su un pinaculum, ma le setole SV sono ridotte a una; si ha una singola setola SV sul I e sul VII-IX segmento addominale, mentre il II segmento ne ha due e i segmenti III-VI ne hanno tre; l'unica setola subdorsale (SD1) è molto lunga e retta da un proprio pinaculum.

Il corpo appare biancastro-giallino fino ai momenti che precedono l'impupamento, per poi virare decisamente verso il rossiccio.

### Pupa
La pupa è alquanto tozza e provvista di appendici unite tra loro e rispetto al corpo.
Il capo appare allargato e provvisto di una sutura epicraniale, ma è privo di palpi mascellari; la spirotromba si mostra corta, così come le antenne.
Il protorace risulta più stretto del mesotorace, e gli spiracoli tracheali appaiono costretti in una fessura compresa tra i due segmenti. I femori delle zampe anteriori sono esposti.
I segmenti addominali I-IV sono immobili e gli spiracoli sono piccoli e tondeggianti. L'addome si mostra privo di spinule sulla superficie dorsale.
Il cremaster è assente, ma il X segmento addominale regge un gruppo di circa sei robuste setole uncinate.

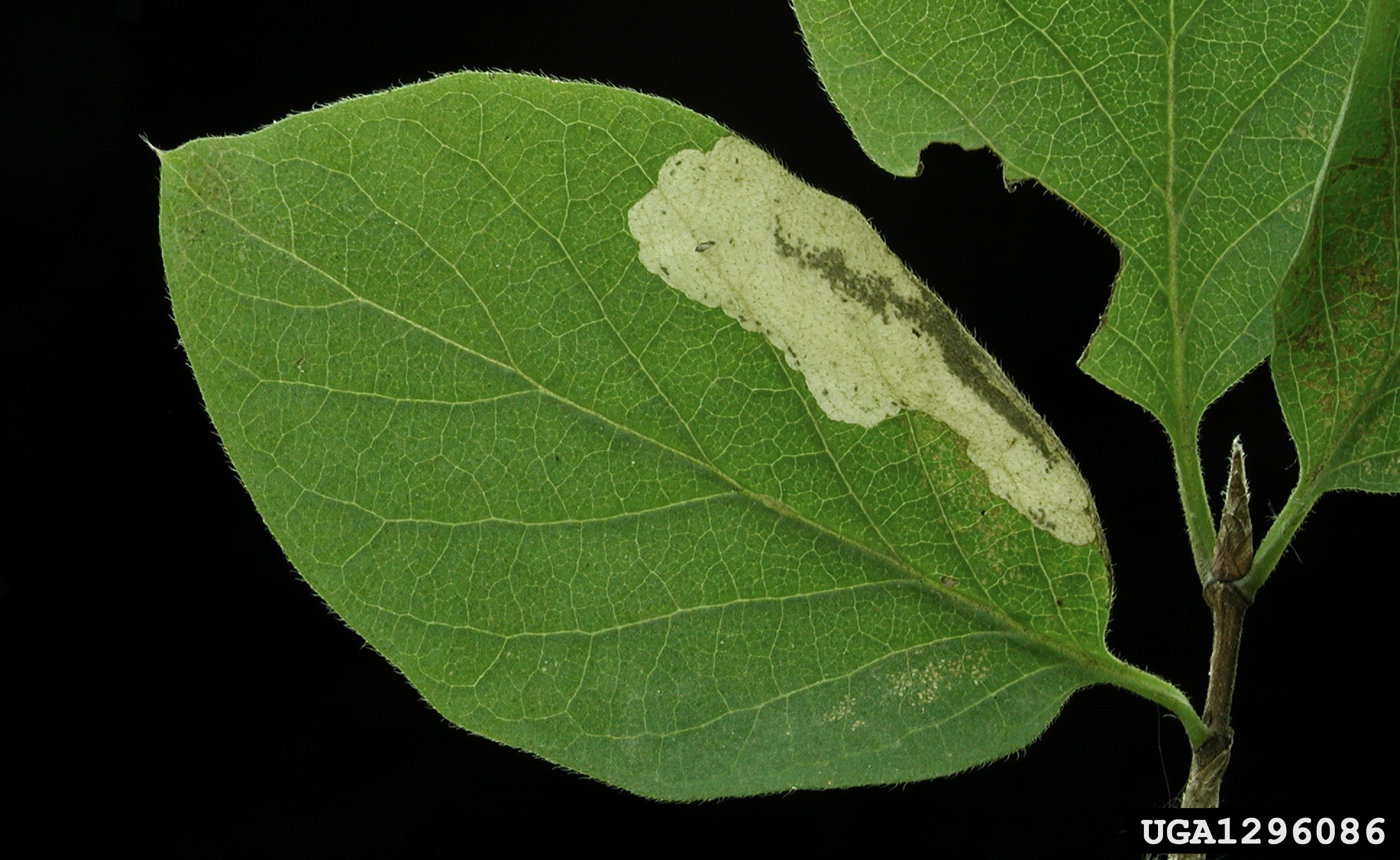
Mina fogliare di A. hexadactyla

## Biologia

### Ciclo biologico
Dopo la fecondazione, le uova sono deposte singolarmente nei tessuti della pianta nutrice, durante il mese di giugno.
Le larve sono minatrici fogliari e si accrescono tra giugno e luglio alle spese di foglie e fiori di Lonicera.
L'impupamento avviene tra luglio e agosto all'interno di un robusto bozzolo sericeo, posto sulla superficie del terreno o a poca profondità.
Gli adulti sono mobili durante la notte oppure al crepuscolo, e sono attratti dalla luce.

### Periodo di volo

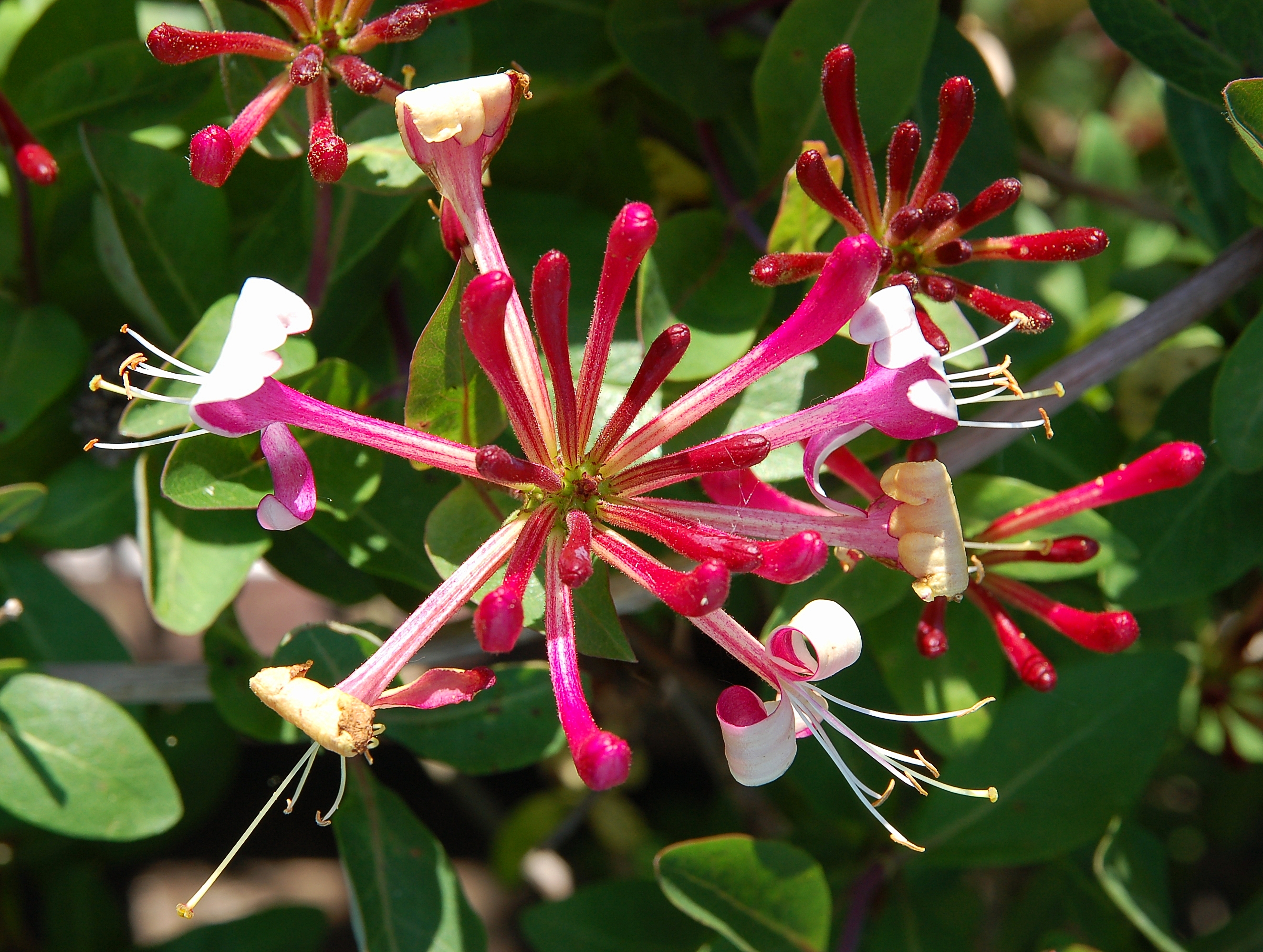
Lonicera periclymenum

È possibile incontrare gli adulti di questa specie in tutti i mesi dell'anno.

### Alimentazione
La pianta nutrice è esclusivamente Lonicera periclymenum L., 1753 (Caprifoliaceae).

### Parassitoidismo
Le larve di A. hexadactyla sono vittima di parassitoidismo da parte di alcune specie di imenotteri, appartenenti alla superfamiglia Ichneumonoidea:
- Ichneumonoidea Latreille, 1802
  - Braconidae Nees, 1811
    - Bracon pectoralis (Wesmael, 1838)
    - Chelonus (Microchelonus) retusus (Nees, 1816)
    - Chelonus (Microchelonus) rugicollis Thomson, 1874

  - Ichneumonidae Latreille, 1802
    - Campoplex multicinctus Gravenhorst, 1829
    - Hyposoter vividus (Holmgren, 1860)
    - Scambus inanis (Schrank, 1802)

## Distribuzione e habitat

L'Europa

Questa specie è presente in gran parte del territorio europeo, e in particolare nei seguenti paesi:
Portogallo continentale, Spagna continentale, Irlanda, Gran Bretagna e Isole del Canale, Francia (compresa la Corsica), Belgio, Paesi Bassi, Norvegia continentale, Svezia, Finlandia, Danimarca, Germania, Svizzera, Austria, Italia (compresa la Sardegna ma non la Sicilia), Malta, Polonia, Repubblica Ceca, Slovacchia, Ungheria, Bosnia ed Erzegovina, Grecia continentale, Romania, Estonia, Lettonia, Lituania e Bielorussia.
Va sottolineato che, nella passata letteratura scientifica, veniva segnalata la presenza di questa specie anche in Nordamerica, attribuendole una distribuzione olartica; tuttavia, nel 1921 Barnes e Lindsey hanno rideterminato tali esemplari come Alucita montana. Più recentemente, B. Landry e J.-F. Landry hanno confermato l'assenza di A. hexadactyla dal Nordamerica.
L'habitat è rappresentato dal margine di boschi e giardini o comunque zone con vegetazione mista, in cui siano presenti piante di Lonicera.

## Tassonomia

### Sottospecie
- Non sono state individuate sottospecie.[21]

### Sinonimi
Sono stati riportati i seguenti sinonimi:
- Alucita cartereaui Jourdheuille, 1883 - Mem. Soc. acad. Aube 47: 220[21] - locus typicus: Francia, Bar-sur-Seine (sinonimo eterotipico)
- Alucita montana Cockerell, 1889 (nom. nud.) - Ent. Mo. Mag. 25: 213[22] (sinonimo eterotipico)
- Alucita poecilodactyla Stephens, 1835 - Ill. Brit. Ent. Haust. 4: 379[23] - locus typicus: Inghilterra, New Forest (sinonimo eterotipico)
- Alucita polydactyla Hübner, 1813 - Samml. Eur. Schmett. 9 : fig. 28[24] - locus typicus: Europa (sinonimo eterotipico)
- Orneodes hexadactyla (Linnaeus, 1758) - Syst. Nat. Ed. 10: 542 no.305[1] - locus typicus: Europa (sinonimo omotipico)
- Phalaena (Alucita) hexadactyla Linnaeus, 1758 - Syst. Nat. Ed. 10: 542 no.305[1] - locus typicus: Europa (sinonimo omotipico, basionimo)
- Pterophorus hexadactylus Fabricius, 1775 - Syst. Ent.: 672[25] - locus typicus: non indicato (sinonimo eterotipico)

## Galleria d'immagini

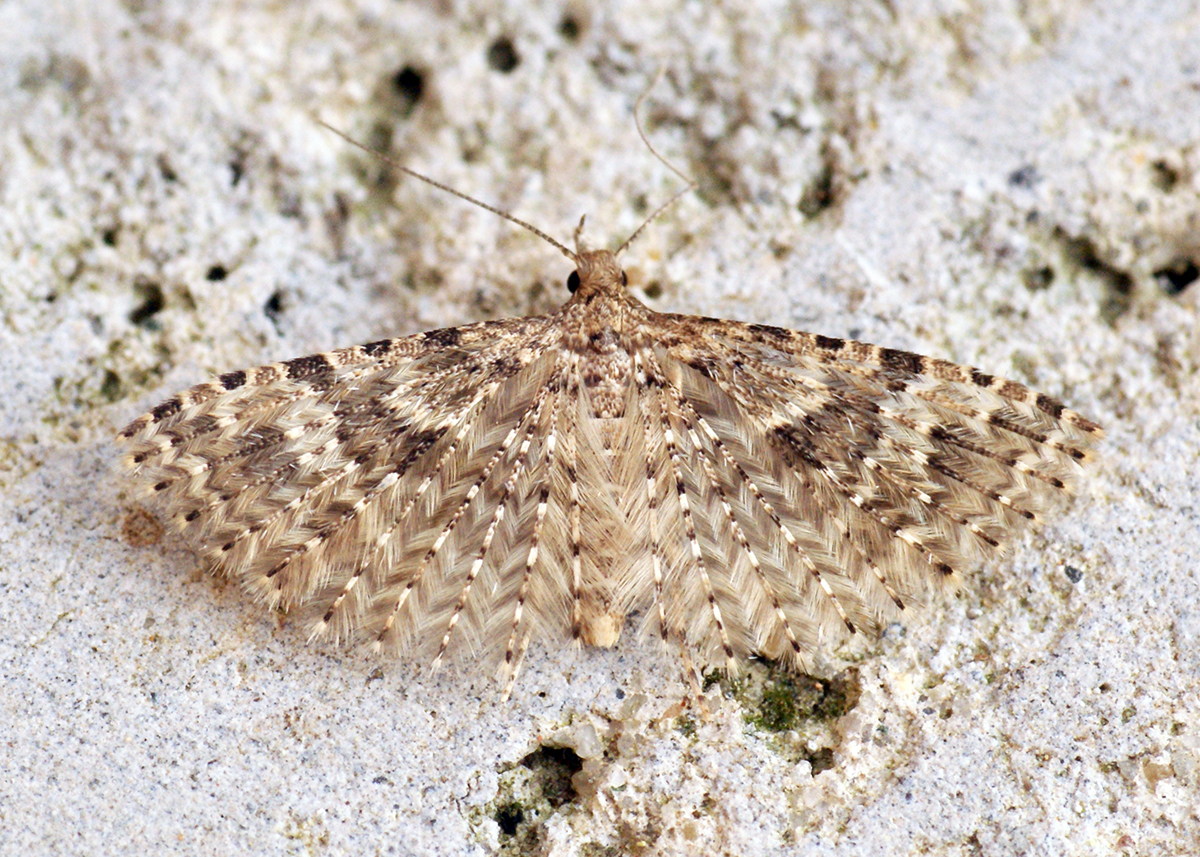
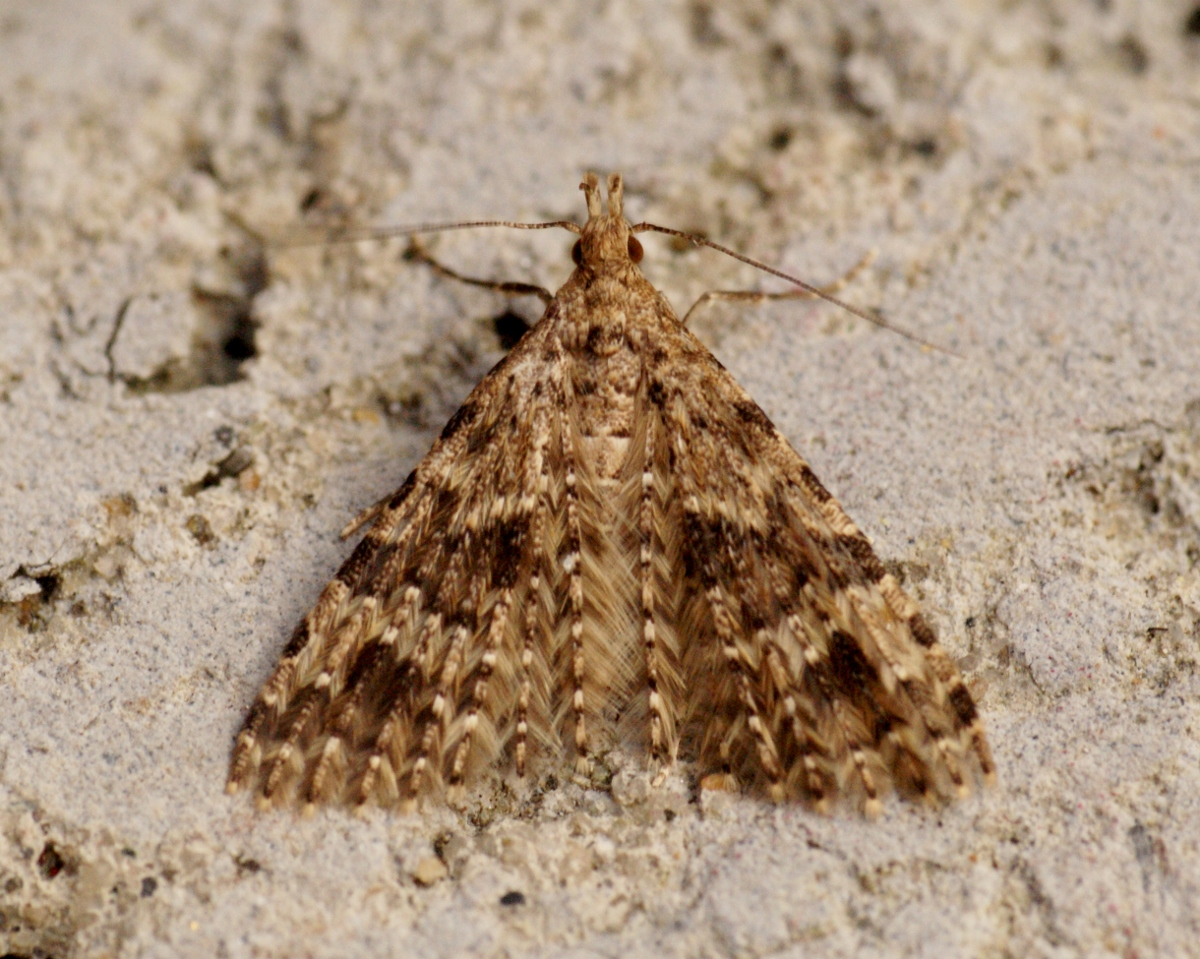
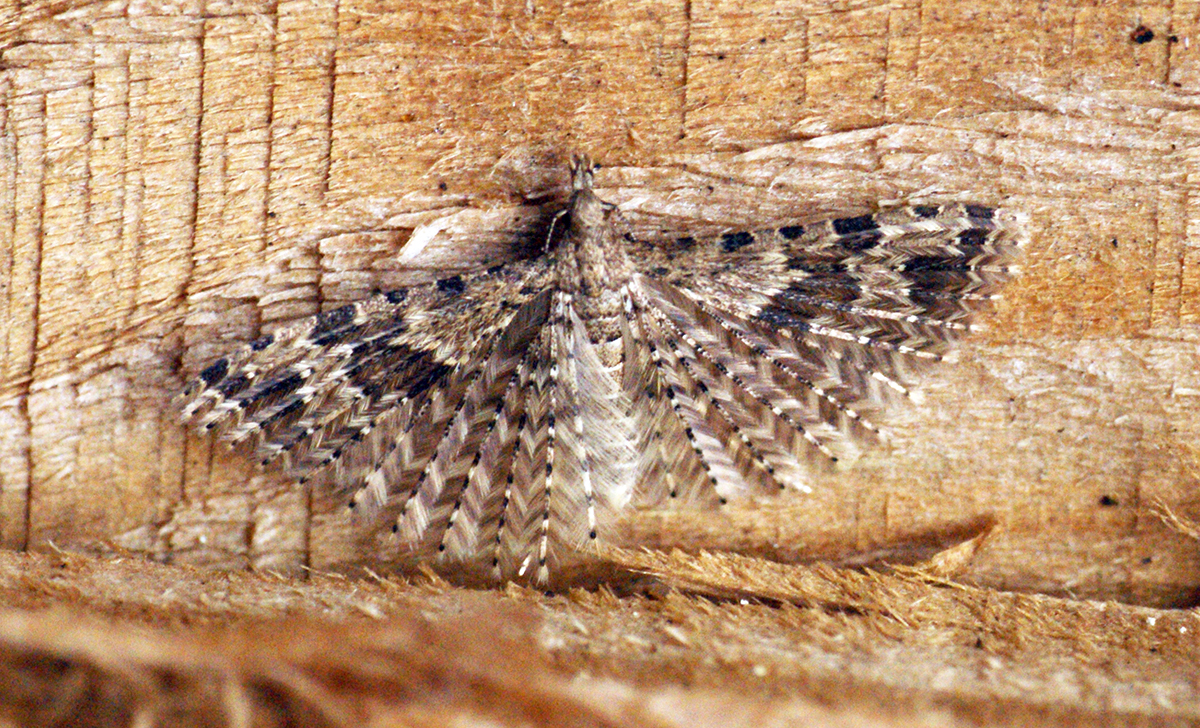
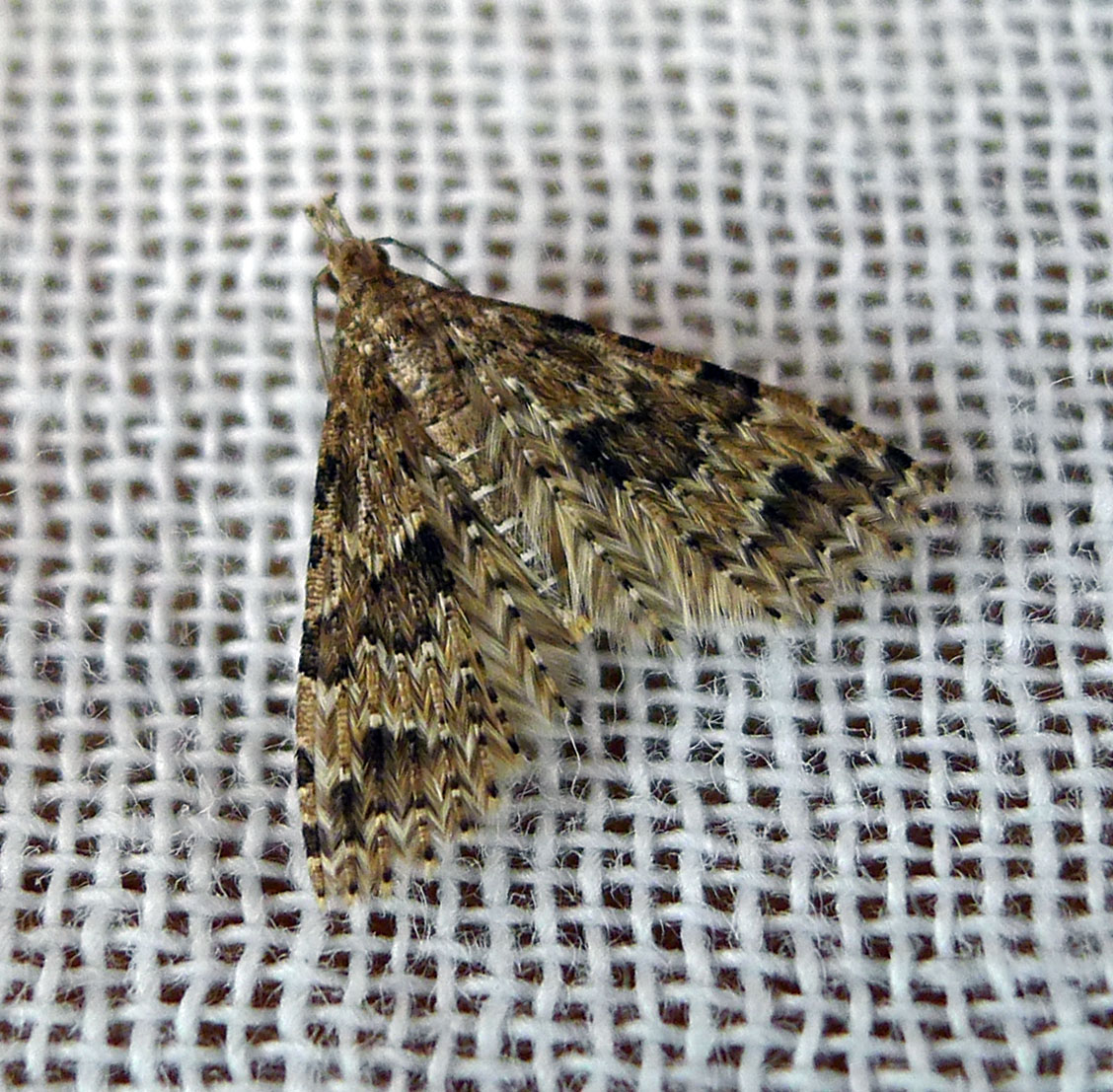
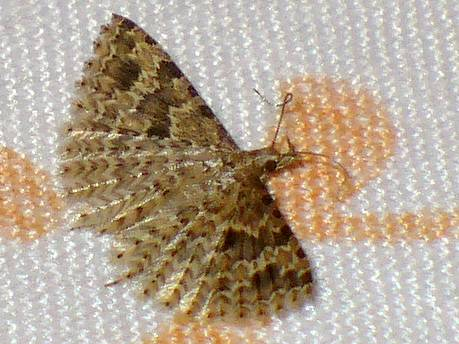
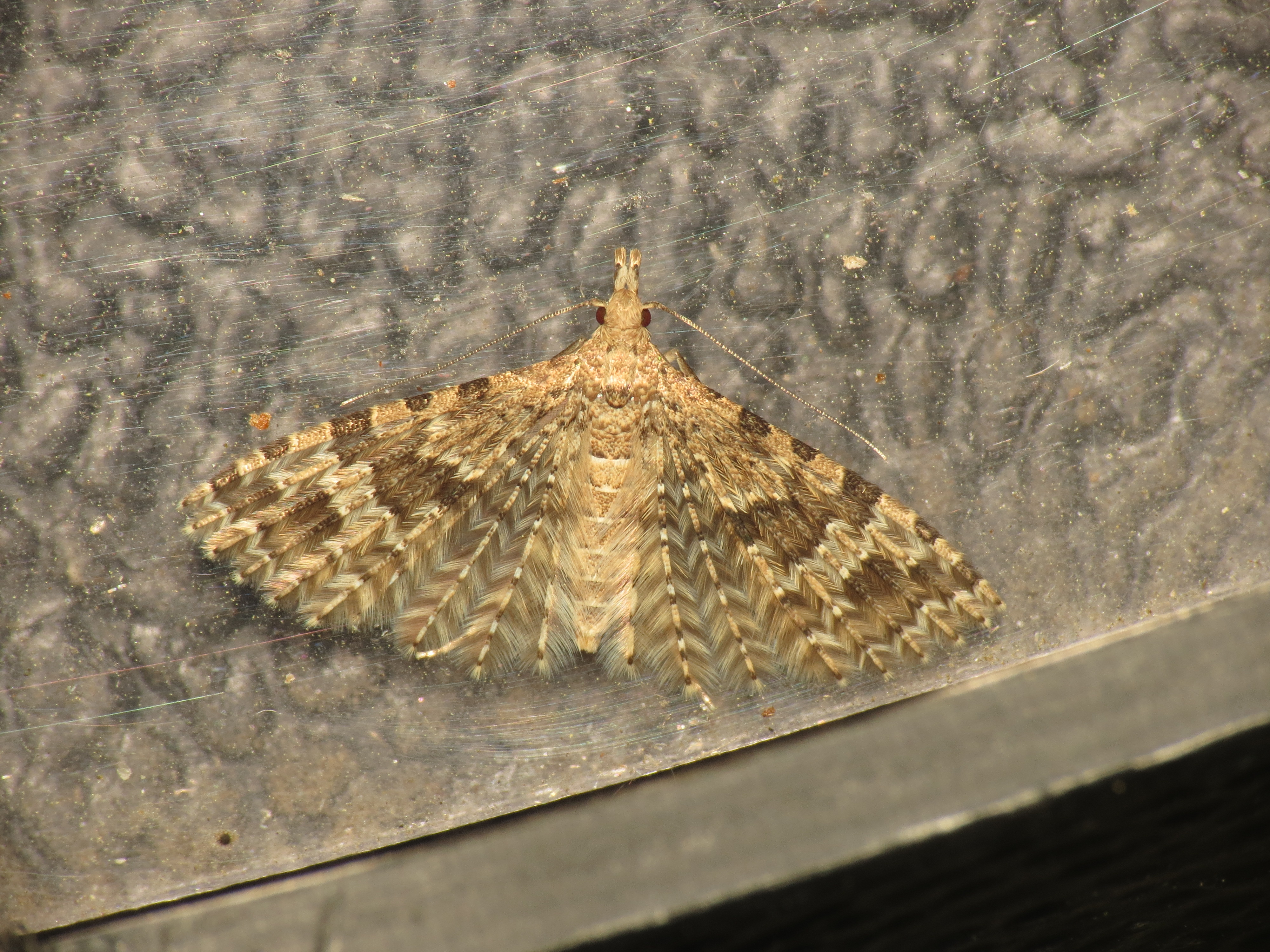
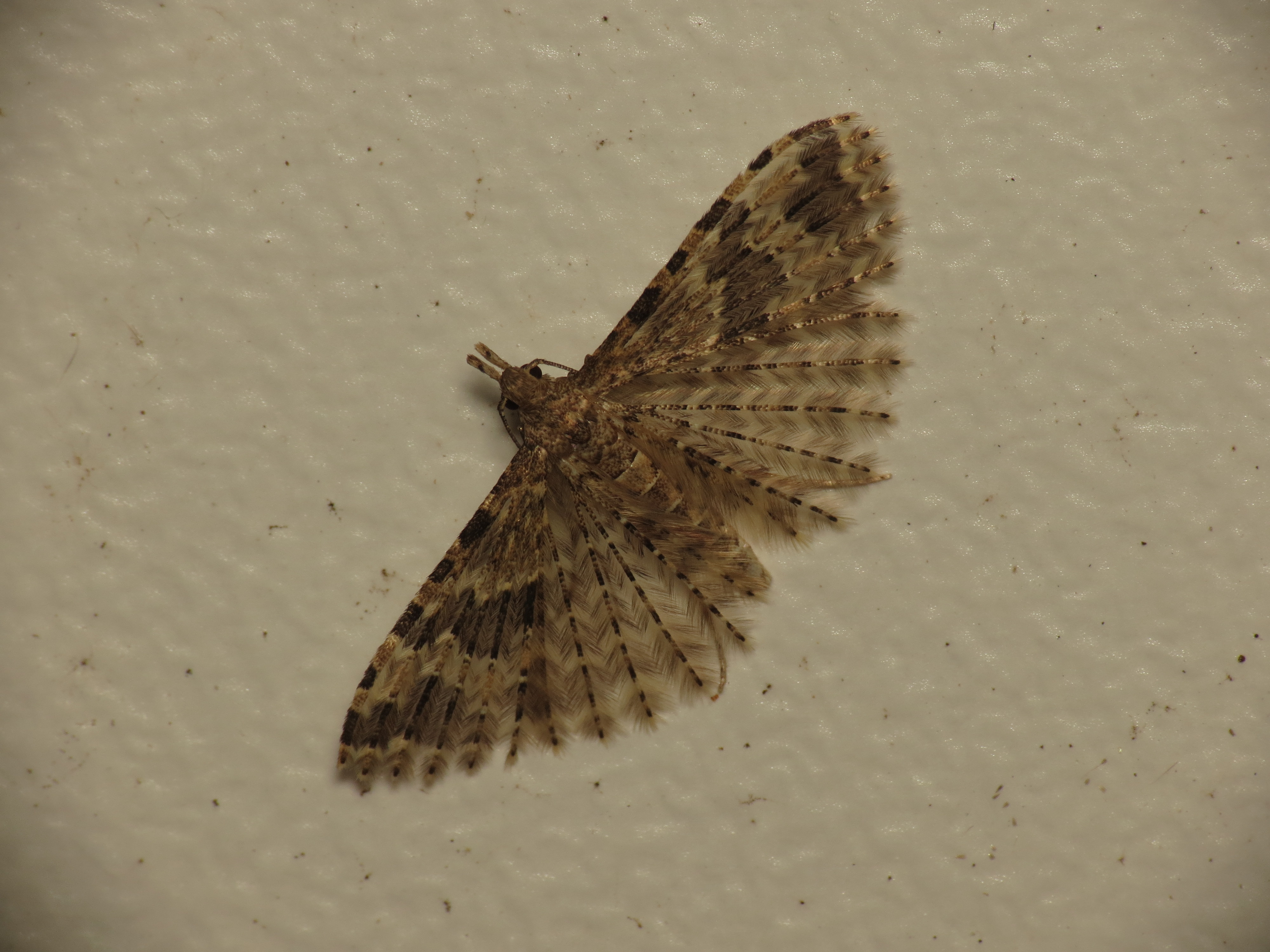
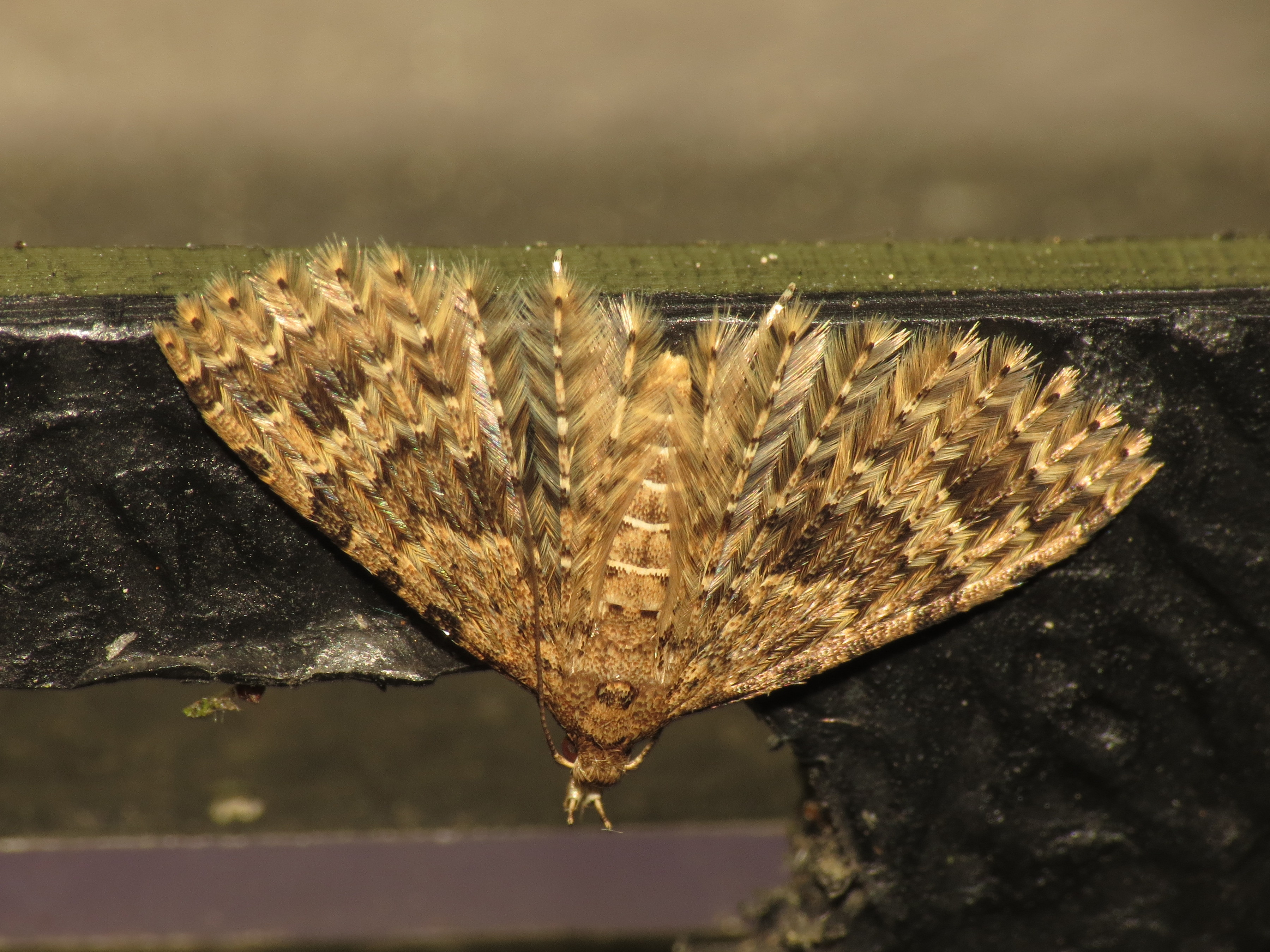
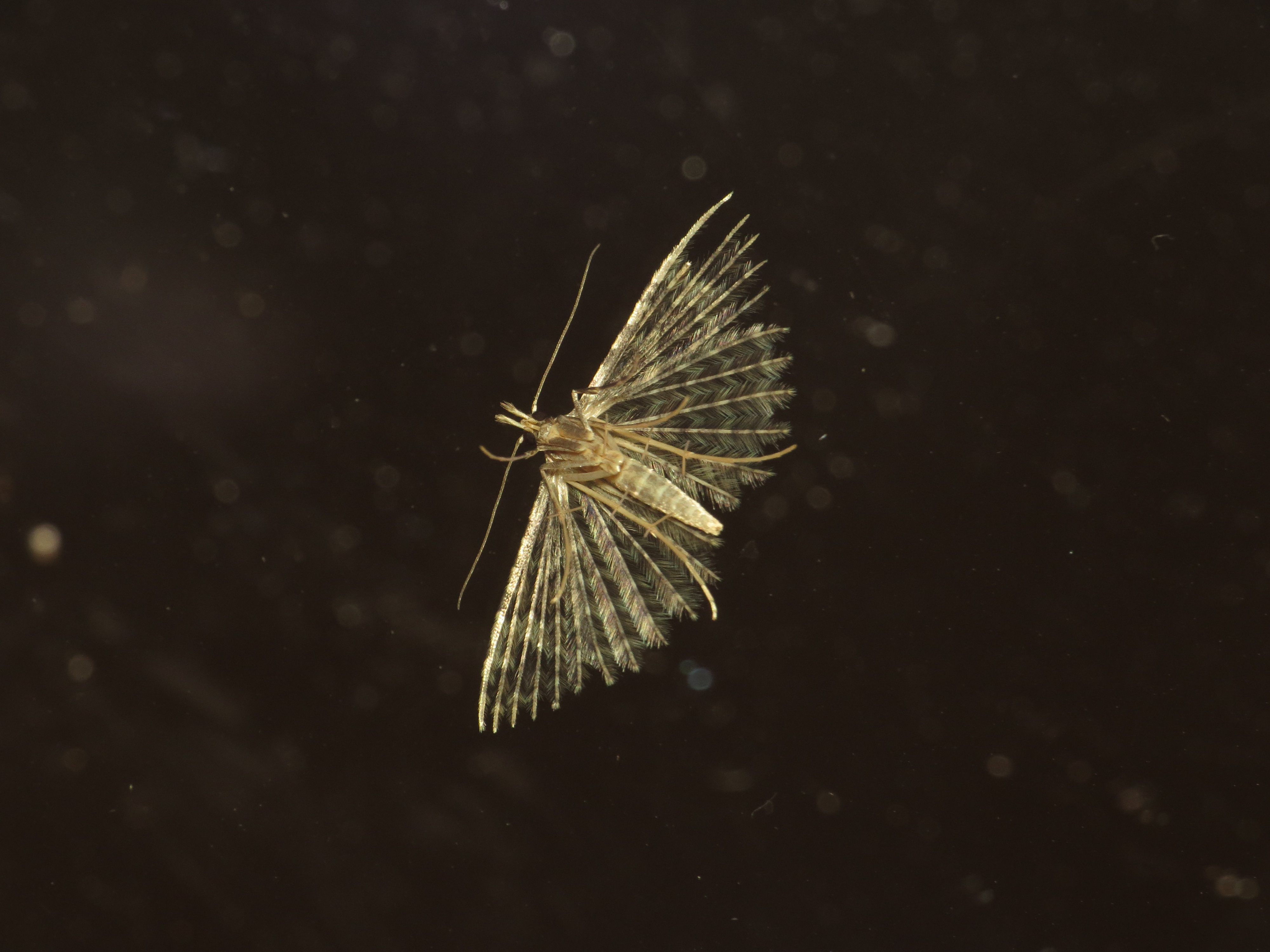
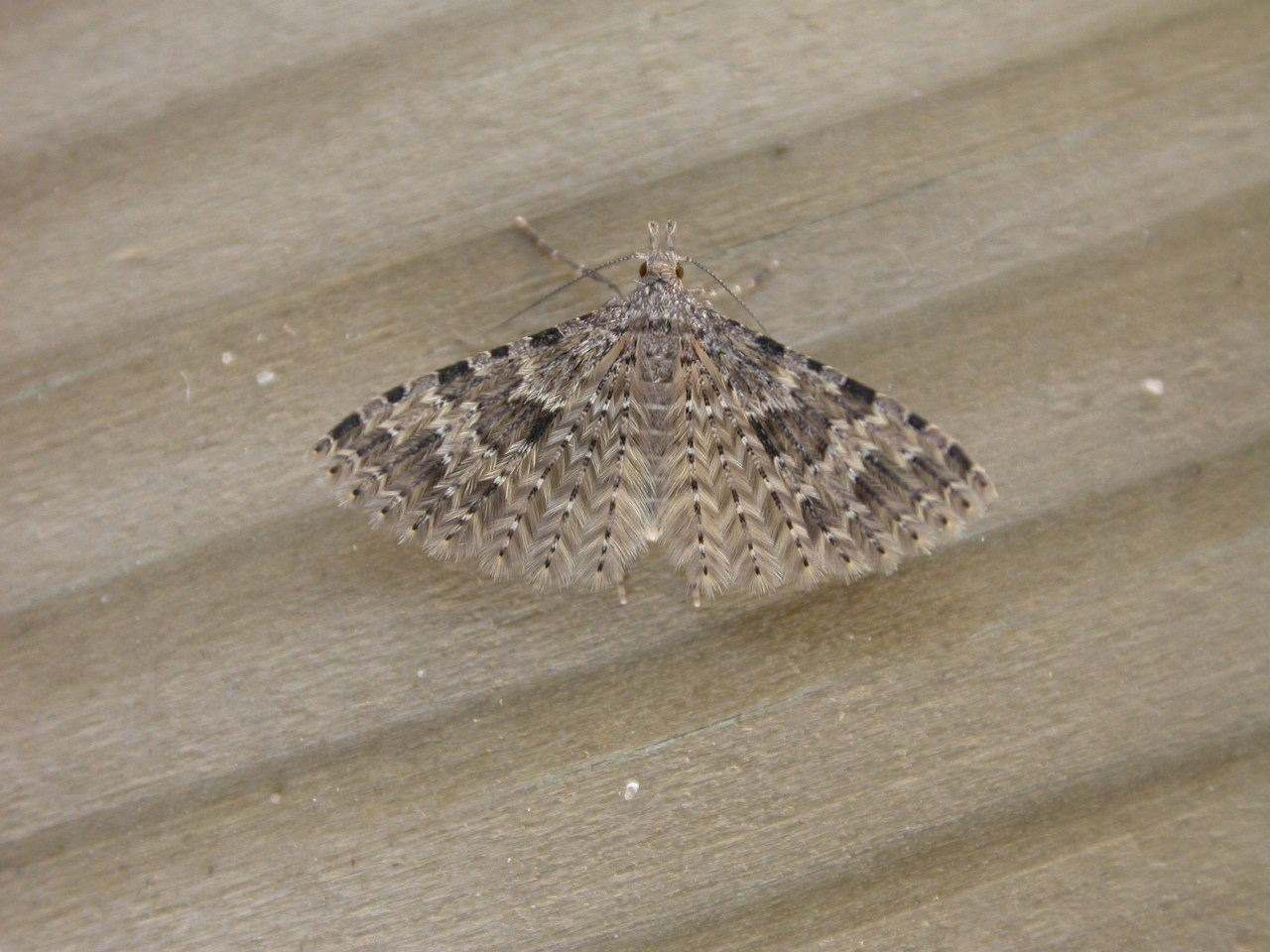
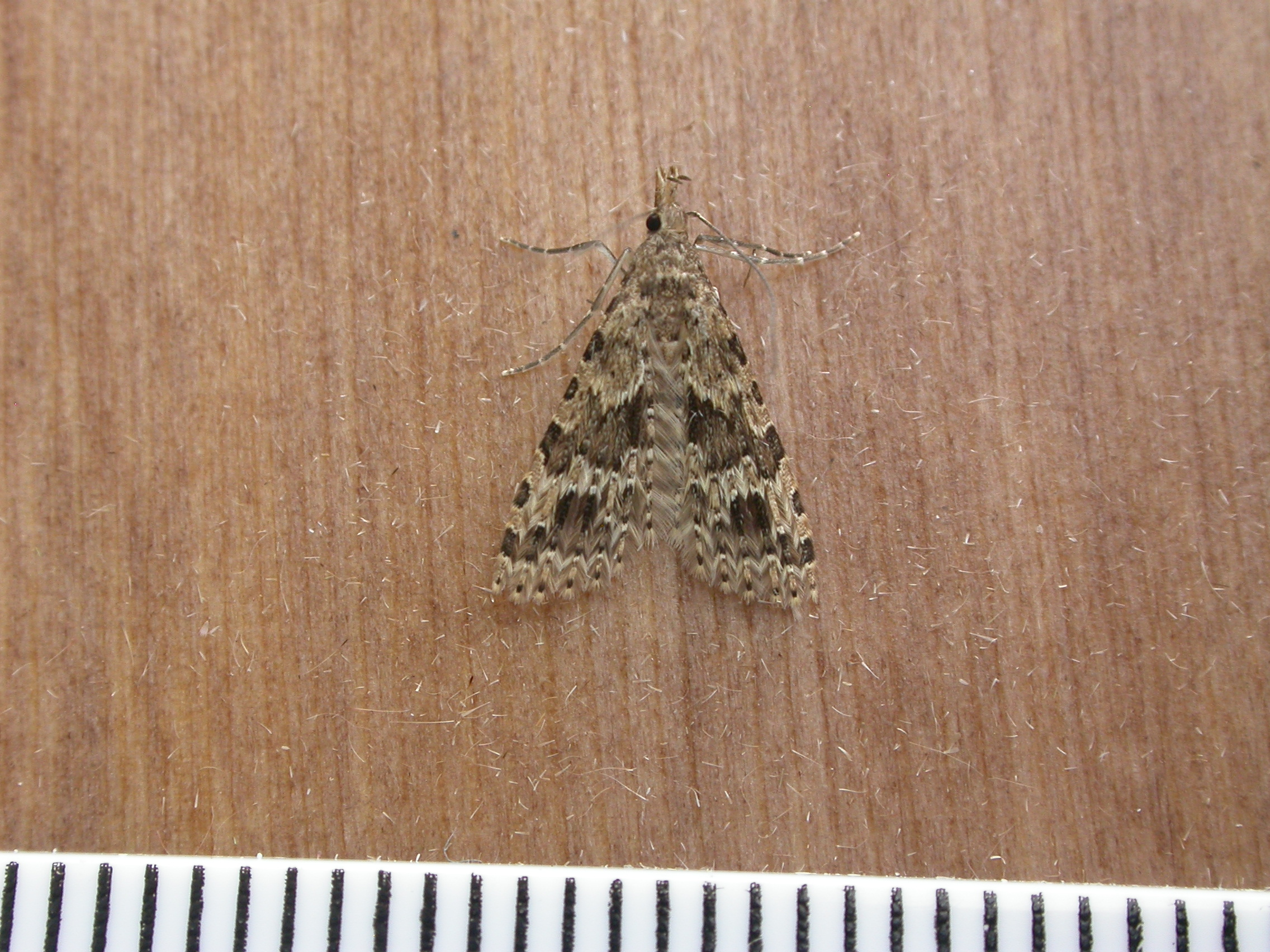
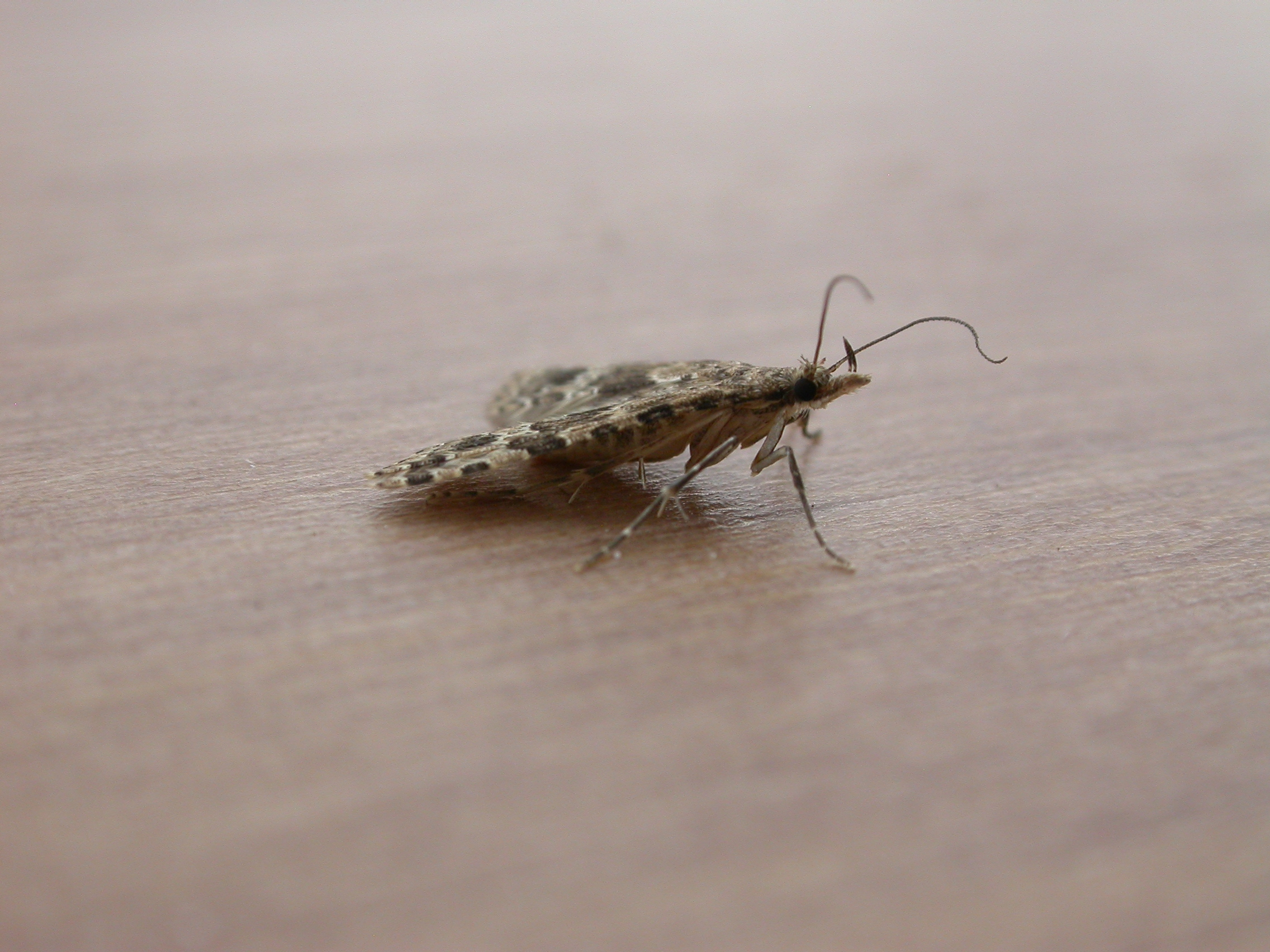
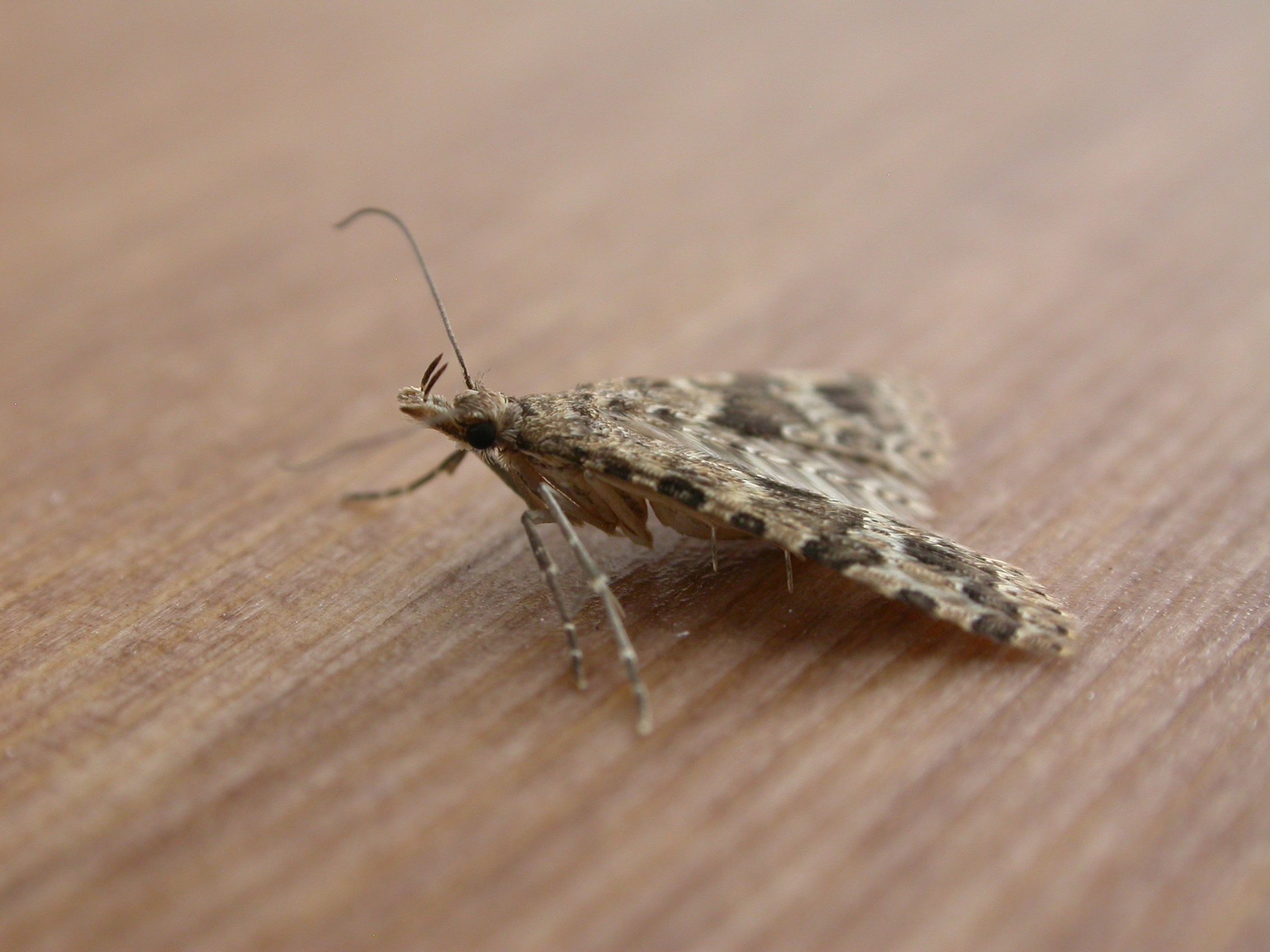
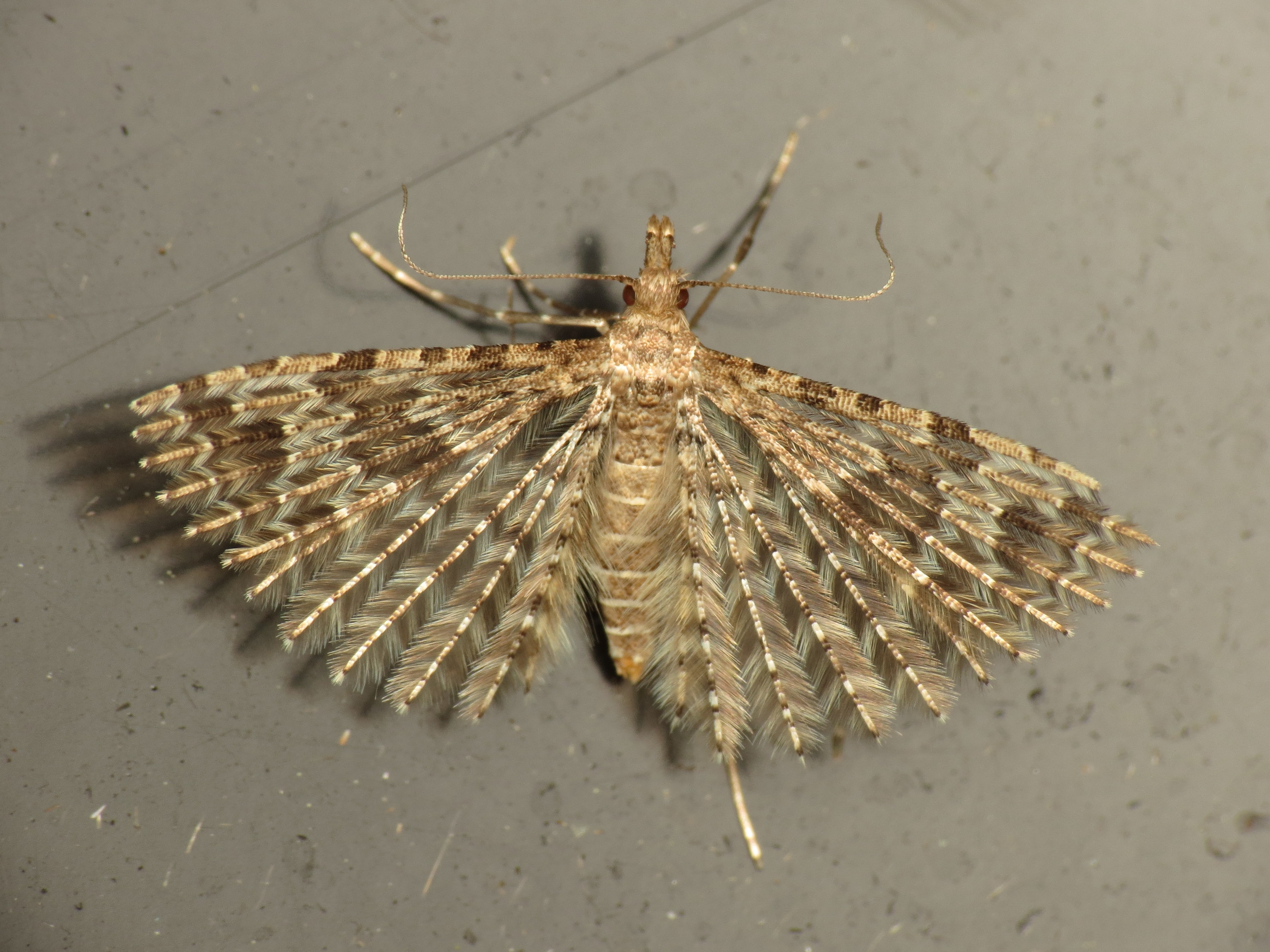
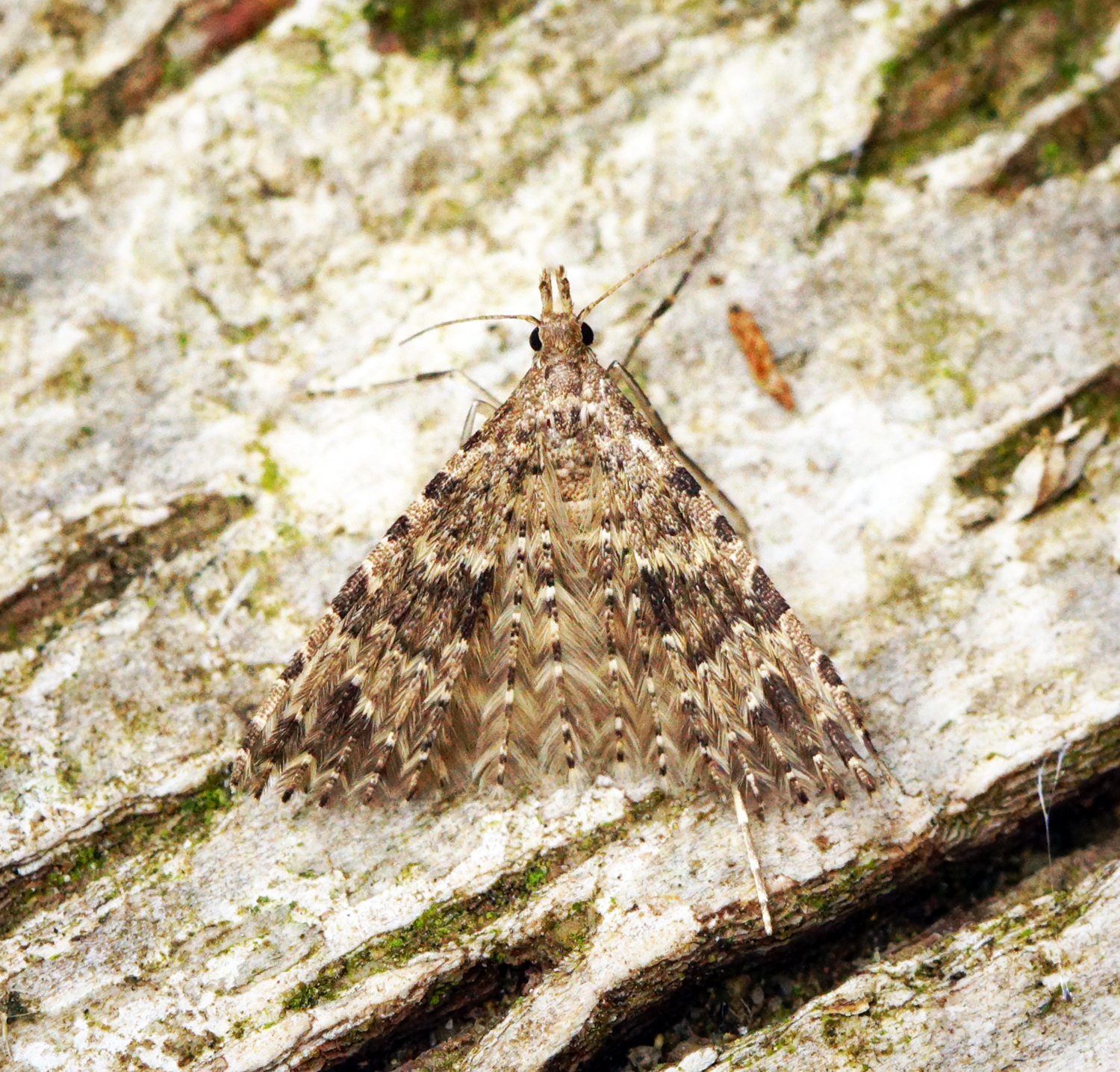
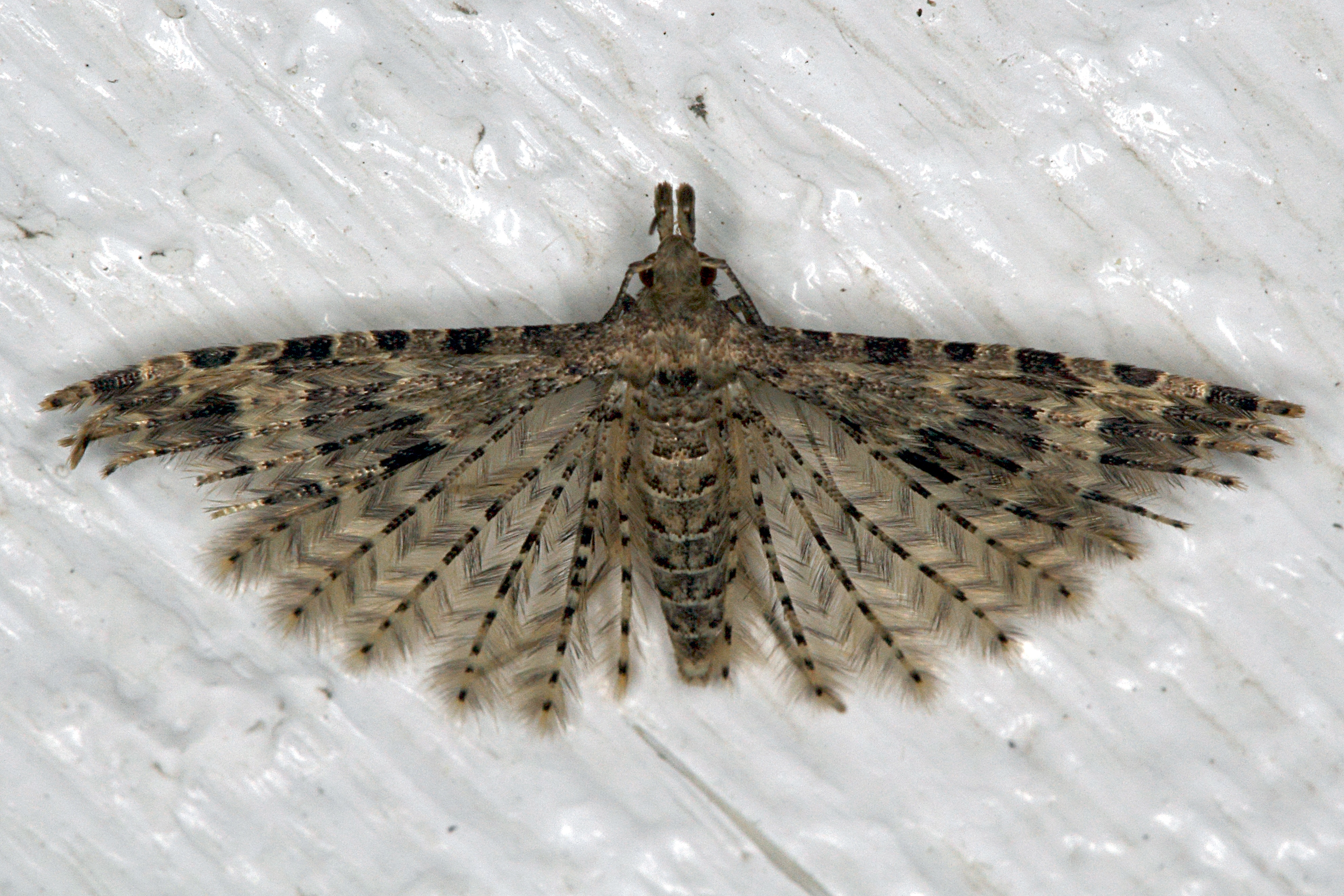
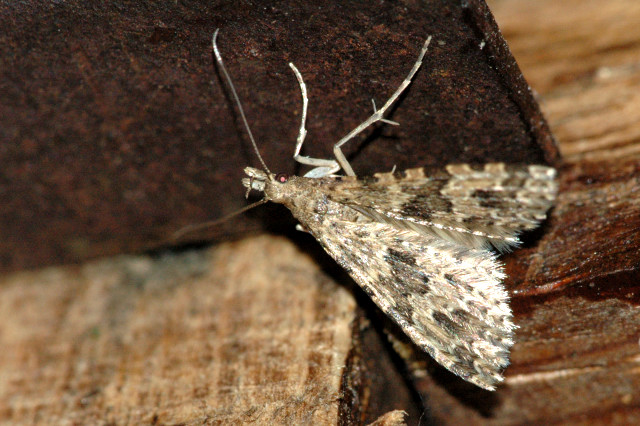

## Conservazione
La specie non è stata inserita nella Lista rossa IUCN.

### Pubblicazioni
- (EN) Cockerell, T. D. A., Alucita hexadactyla L., in Colorado (PDF), in The Entomologist's monthly magazine, vol. 25, Londra, Gurney & Jackson, febbraio 1889,  pp. 213-214, ISSN 0013-8908 (WC · ACNP), LCCN 06002228, OCLC 1568052.
- (EN) Fazekas, I., Provisional atlas and checklist of the Alucitidae fauna of Hungary (Lepidoptera) (PDF), in Natura Somogyiensis, vol. 17, Kaposvár, 2010,  pp. 257-272.
- (DE) Hannemann, H.-J., Über die Gattungszugehörigkeit von Alucita [Orneodes] dodecadactyla Hübner. (Lep. Alucitidae) (abstract), in Deutsche entomologische Zeitschrift, vol. 6, n. 1-3, Berlino, Deutsche Entomologische Gesellschaft, 1959,  pp. 170-173, DOI:10.1002/mmnd.19590060119, ISSN 1435-1951 (WC · ACNP), LCCN 14006507, OCLC 5157053000.
- (EN) Heppner, J. B., Faunal Regions and the Diversity of Lepidoptera (abstract), in Tropical Lepidoptera, vol. 2, Suppl. 1, Gainesville, FL, Association for Tropical Lepidoptera, 1991,  p. 85, ISSN 1048-8138 (WC · ACNP), LCCN 91641730, OCLC 25170208.
- (EN) Kristensen, N. P., Scoble, M. J. & Karsholt, O., Lepidoptera phylogeny and systematics: the state of inventorying moth and butterfly diversity (PDF), in Zootaxa, vol. 1668, Auckland, Nuova Zelanda, Magnolia Press, 21 dicembre 2007,  pp. 699-747, ISSN 1175-5326 (WC · ACNP), OCLC 838570989.
- (EN) Landry, B. and Landry, J.-F., The genus Alucita in North America, with description of two new species (Lepidoptera: Alucitidae) (abstract), in The Canadian Entomologist, vol. 136, n. 4, Ottawa, Entomological Society of Canada, 2 agosto 2004,  pp. 553-579, DOI:10.4039/n03-095, ISSN 0008-347X (WC · ACNP), LCCN agr38000066, OCLC 4796188347.
- (FR) Minet, J., Étude morphologique et phylogénétique des organes tympaniques des Pyraloidea. 1. Généralités et homologies. (Lep. Glossata), in Annales Société Entomologique de France, vol. 19, Parigi, La Société Abingdon Oxon, 1983,  pp. 175-207, ISSN 0037-9271 (WC · ACNP), LCCN 2012200144, OCLC 85447298.
- (FR) Nel, J., Espèces nouvelles ou rarement signalées de microlépidoptères des Alpes méridionales françaises (Lepidoptera, Alucitidae, Gelechiidae, Elachistidae, Ochsenheimeriidae), in Bulletin de la société entomologique de France, vol. 106, n. 1, Parigi, La Société, 2001,  pp. 101-104, ISSN 0037-928X (WC · ACNP), LCCN sn94086710, OCLC 1765811.
- (EN) van Nieukerken, E. J., Kaila, L., Kitching, I. J., Kristensen, N. P., Lees, D. C., Minet, J., Mitter, C., Mutanen, M., Regier, J. C., Simonsen, T. J., Wahlberg, N., Yen, S.-H., Zahiri, R., Adamski, D., Baixeras, J., Bartsch, D., Bengtsson, B. Å., Brown, J. W., Bucheli, S. R., Davis, D. R., De Prins, J., De Prins, W., Epstein, M. E., Gentili-Poole, P., Gielis, C., Hättenschwiler, P., Hausmann, A., Holloway, J. D., Kallies, A., Karsholt, O., Kawahara, A. Y., Koster, S. (J. C.), Kozlov, M. V., Lafontaine, J. D., Lamas, G., Landry, J.-F., Lee, S., Nuss, M., Park, K.-T., Penz, C., Rota, J., Schintlmeister, A., Schmidt, B. C., Sohn, J.-C., Solis, M. A., Tarmann, G. M., Warren, A. D., Weller, S., Yakovlev, R. V., Zolotuhin, V. V., Zwick, A., Order Lepidoptera Linnaeus, 1758. In: Zhang, Z.-Q. (Ed.) Animal biodiversity: An outline of higher-level classification and survey of taxonomic richness (PDF), in Zootaxa, vol. 3148, Auckland, Nuova Zelanda, Magnolia Press, 23 dicembre 2011,  pp. 212-221, ISSN 1175-5334 (WC · ACNP), OCLC 971985940.
- (EN) Norberg, R. Å., Flight characteristics of two plume moths, Alucita pentadactyla L. and Orneodes hexadactyla L. (Microlepidoptera) (abstract), in Zoologica Scripta, vol. 1, n. 5, Oxford, Blackwell Science, dicembre 1972,  pp. 241-246, DOI:10.1111/j.1463-6409.1972.tb00573.x, ISSN 0300-3256 (WC · ACNP), LCCN 72625949, OCLC 5153804153.
- (EN) Oliver, P. J., Many-plumed Moth Alucita hexadactyla Linnaeus, 1758 (Lep.: Alucitidae) - extended copulation period (PDF), in The Entomologist's record record and journal of variation, vol. 116, part 4, Londra, Charles Phipps, 2004,  pp. 146-147, ISSN 0013-8916 (WC · ACNP), LCCN unk82014965, OCLC 198134914.
- (EN) Philpott, A., The maxillae in the Lepidoptera (PDF), in Transactions of the New Zealand Institute, vol. 57, Wellington, Royal Society of New Zealand, 22 febbraio 1927,  pp. 721-746, ISSN 1176-6158 (WC · ACNP), OCLC 84073801.
- (EN) Pohl, G. R.; Anweiler, G. G.; Schmidt, B. C.; Kondla, N. G., An annotated list of the Lepidoptera of Alberta, Canada (PDF), in ZooKeys, 38 (special issue), Sofia, Bulgaria, Pensoft Publishers, 5 marzo 2010,  pp. 1-549, DOI:10.3897/zookeys.38.383, ISBN 9789546425348, ISSN 1313-2970 (WC · ACNP), OCLC 610829355.
- (DE) Scholz, A. & Jäckh, E., Taxonomie und Verbreitung der westpaläarktischen Alucita-Arten (Lepidoptera : Alucitidae [Orneodidae]), in Alexanor, vol. 18, 4 (suppl.), Parigi, P. Andre, 1994,  pp. 3-63, ISSN 0002-5208 (WC · ACNP), OCLC 3739431.
- (DE) Sutter, R., Beiträge zur Insektenfauna der DDR: Lepidoptera-Alucitidae, in Beiträge zur Entomologie, vol. 40, Keltern, Goecke & Evers, 1990,  pp. 113-119, ISSN 0005-805X (WC · ACNP), OCLC 1519372.
- (RU) Zagulajev, A. K., New and little known species of moths (Lepidoptera: Psychidae, Tineidae, Pterophoridae, Alucitidae) of the fauna of Russia and neighbouring territories, in Entomologicheskoe obozrenie, vol. 75, n. 1, San Pietroburgo, Leningrad Nauka, 1996,  pp. 117-131, ISSN 0367-1445 (WC · ACNP), LCCN 54045655, OCLC 2446733.
- (DE, LA) Zeller, P. C., Borläufer einer vollständigen Naturgeschichte der Pterophoriden, einer Nachfalterfamilie (PDF), in Isis von Oken, vol. 34, XI-XII, Lipsia, Bey Brockhaus, 1841,  pp. 827-893, LCCN 03001744, OCLC 11255691.

### Testi
- (EN) Barnes, W. and McDunnough, J. H., The Pterophoridae of America, North of Mexico (PDF), in Contributions to the natural history of the Lepidoptera of North America, Vol. 4, Decatur, The Review press, 1921,  p. 478, ISBN non esistente, LCCN 42043518, OCLC 2850333.
- (LA) Billberg, G. J., Enumeratio insectorum in Museo (PDF), Stoccolma, Typis Gadelianis, 1820,  p. 138, DOI:10.5962/bhl.title.49763, ISBN non esistente, OCLC 12734861.
- (FR) Boisduval, J.-B. A. D. et Guenée, A., Histoire naturelle des insectes. Spécies général des lépidoptères (PDF), Volume 9 [t. 8], Parigi, Roret, 1854,  p. 448, DOI:10.5962/bhl.title.9194, ISBN non esistente, LCCN agr03000771, OCLC 5505272.
- (EN) Capinera, J. L. (Ed.), Encyclopedia of Entomology, 4 voll., 2nd Ed., Dordrecht, Springer Science+Business Media B.V., 2008,  pp. lxiii + 4346, ISBN 978-1-4020-6242-1, LCCN 2008930112, OCLC 837039413.
- (EN) Chapman, R. F., The insects: structure and function, 4ª edizione, Cambridge, Cambridge University Press, 1998,  pp. xvii, 770, ISBN 0-521-57048-4, LCCN 97035219, OCLC 37682660.
- Chinery, M., Ordine Lepidoptera - Farfalle diurne e notturne, in Guida degli insetti d'Europa - Atlante illustrato a colori, collana Scienze Naturali, Manicastri, C. e Marangoni, C. (traduttori), 1ª edizione, Padova, Franco Muzzio Editore, aprile 1987  [1985],  p. 375, ISBN 8870213781, OCLC 847305825.
- (EN) Common, I. F. B., Moths of Australia, Slater, E. (fotografie), Carlton, Victoria, Melbourne University Press, 1990,  pp. vi, 535, 32 con tavv. a colori, ISBN 9780522843262, LCCN 89048654, OCLC 220444217.
- (EN) Curtis, J., British entomology being illustrations and descriptions of the genera of insects found in Great Britain and Ireland: containing coloured figures from nature of the most rare and beautiful species, and in many instances of the plants upon which they are found (PDF), Vol. VI, Lepidoptera - Parte II, Londra, E. Ellis & Co., 1824-39,  p. 411, DOI:10.5962/bhl.title.104603, ISBN non esistente, LCCN 06012606, OCLC 3801615.
- (FR) Dauphin, P. & Aniotsbehere, C., Les galles de France, collana Mémoires de la Société Linnéenne de Bordeaux, vol. 2, 2ª edizione, Bordesux, Société linnéenne de Bordeaux, gennaio 1998,  p. 383, OCLC 469539047.
- (LA) Fabricius, J. C., Systema entomologiae : sistens insectorvm classes, ordines, genera, species, adiectis synonymis, locis, descriptionibvs, observationibvs (PDF), Flensbvrgi et Lipsiae, in Officina Libraria Kortii, 1775,  p. 832, DOI:10.5962/bhl.title.36510, ISBN non esistente, OCLC 5809898.
- (EN) Gielis, C., World catalogue of insects, Vol. 4: Pterophoroidea & Alucitoidea (Lepidoptera), Stenstrup, Danimarca, Apollo Books, 2003  [1998],  p. 198, ISBN 9788788757682, LCCN 2006356329, OCLC 51968033.
- (FR) Grassé, P.-P. (a cura di), Traité de Zoologie, fascicolo 10, Parigi, Masson, 1951,  pp. 174-448 + pls. 1-3, ISBN non esistente, LCCN 49002833, OCLC 11807259.
- (EN) Grimaldi, D. A.; Engel, M. S., Evolution of the insects, Cambridge [U.K.]; New York, Cambridge University Press, maggio 2005,  pp. xv + 755, ISBN 978-0-521-82149-0, LCCN 2004054605, OCLC 56057971.
- (DE) Heydenreich, G. H., Lepidopterorum Europaeorum catalogus methodicus: systematisches Verzeichniss der europäischen Schmetterlinge, vol. 3, Lipsia, 1851,  p. 94, ISBN non esistente, OCLC 602992235.
- (DE) Hübner, J., Sammlung europäischer Schmetterlinge (PDF), vol. 9, Augsburg, 1813,  p. 328, DOI:10.5962/bhl.title.39974, ISBN non esistente, LCCN agr20002106, OCLC 13321839.
- (DE) Hübner, J., Systematisch-alphabetisches Verzeichniss aller bisher bey den Fürbildungen zur Sammlung europäischer Schmetterlinge: angegebenen Gattungsbenennungen: mit Vormerkung auch augsburgischer Gattungen (PDF), Augsburg, Bey dem Verfasser zu Finden, 1820,  p. 81, DOI:10.5962/bhl.title.48605, ISBN non esistente, LCCN agr03000342, OCLC 29833178.
- (DE) Hübner, J., Verzeichniss bekannter Schmettlinge (PDF), Augsburg, bey dem Verfasser zu Finden, 1825,  p. 431, DOI:10.5962/bhl.title.48607, ISBN non esistente, LCCN 08022995, OCLC 3429514.
- (LA) Hübner, J., Tentamen determinationis digestionis atque denominationis singularum stirpium lepidopterorum peritis ad inspiciendum et dijudicandum communicatum a Jacob Hübner (PDF), Cambridge, S.H. Scudder, 1873  [1806],  p. 2, DOI:10.5962/bhl.title.11651, ISBN non esistente, LCCN 08022994, OCLC 10581644.
- (EN) Kristensen, N. P. (Ed.), Handbuch der Zoologie / Handbook of Zoology, Band 4: Arthropoda - 2. Hälfte: Insecta - Lepidoptera, moths and butterflies, Kükenthal, W. (Ed.), Fischer, M. (Scientific Ed.), Teilband/Part 35: Volume 1: Evolution, systematics, and biogeography, ristampa 2013, Berlino, New York, Walter de Gruyter, 1999  [1998],  pp. x, 491, ISBN 978-3-11-015704-8, OCLC 174380917.
- (FR) Latreille, P. A., Précis des caractères génériques des insectes, disposés dans un ordre naturel (PDF), Parigi, Prèvôt, 1796,  p. 208, DOI:10.5962/bhl.title.58411, ISBN non esistente, LCCN agr03000193, OCLC 6419012.
- (FR) Leraut, P. J. A., Liste systématique et synonymique des Lépidoptères de France, Belgique et Corse, collana Société entomologique de France - Supplem., Parigi, Alexanor, 1980,  p. 334, ISBN 9782903273019, OCLC 7215870.
- (LA) Linnaeus, C., Pars II, in Systema naturæ[collegamento interrotto], Tom. I, Editio duodecima, reformata, Holmiæ, Laurentius Salvius, 1767,  p. 1328, ISBN non esistente, LCCN agr11000908, OCLC 897527988.
- (EN) Meyrick, E., A Revised Handbook of British Lepidoptera, Londra, Watkins and Doncaster, 1928,  pp. vi, 914, ISBN non esistente, LCCN agr28000899, OCLC 676717933.
- (EN) Scoble, M. J., The Lepidoptera: Form, Function and Diversity, seconda edizione, London, Oxford University Press & Natural History Museum, 2011  [1992],  pp. xi, 404, ISBN 978-0-19-854952-9, LCCN 92004297, OCLC 25282932.
- (EN) Stehr, F. W. (Ed.), Immature Insects, 2 volumi, seconda edizione, Dubuque, Iowa, Kendall/Hunt Pub. Co., 1991  [1987],  pp. ix, 754, ISBN 9780840337023, LCCN 85081922, OCLC 13784377.
- (EN) Stephens, J. F., Illustrations of British entomology; or, A synopsis of indigenous insects: containing their generic and specific distinctions (PDF), vol. 4, Londra, Baldwin and Cradock, 1835,  p. 433, DOI:10.5962/bhl.title.8133, ISBN non esistente, OCLC 3165129.
- Tremblay, E., Entomologia applicata, volume II - Parte II, 3ª edizione, Napoli, Liguori, 1999  [1993],  p. 437, ISBN 88-207-1405-1, OCLC 879888961.
- (EN) Walker, F., List of the specimens of lepidopterous insects in the collection of the British Museum (PDF), parte 35, Londra, Order of the Trustees, 1866,  p. 2040, DOI:10.5962/bhl.title.58221, ISBN 9781354973349, LCCN agr04000350, OCLC 9610924.